# Бреннан, Айлин
Айлин Бреннан (англ. Eileen Brennan, 3 сентября 1932[…], Лос-Анджелес, Калифорния — 28 июля 2013, Бербанк, Калифорния) — американская актриса, номинантка на премии «Оскар», BAFTA, лауреат премий «Золотой глобус» и «Эмми».

## Биография
Верла Айлин Режина Бреннан родилась в Лос-Анджелесе в католической семье. Её мать — актриса немого кино Джин Мэнахан. В 1959 году, благодаря своему красивому голосу сопрано, она получила небольшую роль в мюзикле «Маленькая Мэри Саншайн», а позже роль Айрин Мэллоу в бродвейском мюзикле «Хелло, Долли!» (1964). В кино она дебютировала в 1967 году в фильме «Развод по-американски».
Вскоре она стала одной из самых востребованных актрис второго плана. Спустя год после её дебюта в кино, она стала гостем в комедийном шоу «Смех Роуэна и Мартина», в котором она появлялась в течение двух месяцев. В 1973 году она превосходно себя показала в фильме «Афера».
Хотя её имя было почти не известно широкой публике, Бреннан стала фаворитом многих режиссёров, включая Питера Богдановича. В 1971 году она появилась в его фильме «Последний киносеанс», а в 1975 году в его провальном мюзикле «В долгой провальной любви».
В 1980 она была номинирована на «Оскар» за лучшую роль второго плана в фильме «Рядовой Бенджамин», а в 1981 году получила статуэтку «Эмми», за телевизионную версию этого фильма.
В 1982 году её сбила машина. Получив серьёзное ранение, Бреннан на три года оставила работу. Скончалась 28 июля 2013 года в городе Бербанк, штат Калифорния, от рака мочевого пузыря.

### Личная жизнь
С 1968 по 1974 год она была замужем за Дэвидом Джоном Лампсоном, от которого у неё двое сыновей — Патрик (актёр) и Сэм (певец).

## Награды
- 1981 — Прайм-тайм премия «Эмми» — «Лучшая актриса второго плана в комедийном сериале» («Рядовой Бенджамин»)
- 1982 — Премия «Золотой глобус» за лучшую женскую роль в телевизионном сериале — комедия или мюзикл («Рядовой Бенджамин»)

## Фильмография
- 1967 — Развод по-американски
- 1971 — Последний киносеанс
- 1973 — Пугало
- 1973 — Афера
- 1974 — Дейзи Миллер
- 1975 — Сутолка
- 1975 — В долгой провальной любви
- 1975 — Наконец-то любовь
- 1976 — Ужин с убийством
- 1977 — Последний из ковбоев
- 1978 — Дешёвый детектив
- 1980 — Рядовой Бенджамин
- 1985 — Улика
- 1986 — Приключения
- 1988 — Липкие пальчики
- 1988 — Новые приключения Пеппи Длинныйчулок
- 1988 — Губы напрокат
- 1990 — Стелла
- 1990 — Техасвилль
- 1990 — Белый дворец
- 1991 — Хорошенький мужчина
- 1994 — Мальчишечье враньё
- 1994 — В поисках доктора Зевса
- 1995 — Безрассудные
- 1996 — Если бы эти стены могли говорить
- 1997 — Жизнь парней 2
- 1997 — Зубная фея
- 1999 — Большая прогулка маленькой компании
- 2001 — Джиперс Криперс — кошатница
- 2002 — Негодяи из комиксов
- 2003 — Оптом дешевле
- 2004 — Возвращение в сонную лощину
- 2005 — Воротилы
- 2005 — Мисс Конгениальность 2: Прекрасна и опасна — Кэрол Филдс
- 2008 — Короли Эпплтауна — тётя Бёрди